# Kayaköy
Kayaköy (en grec moderne : Λιβίσσι, Livissi) est un quartier du district de Fethiye dans la province de Muğla. 
En raison des déplacements forcés des populations grecques d'Asie Mineure (la Grande Catastrophe) et d'un séisme survenu en 1957 (en), le village est devenu une ville fantôme.
C'est le siège titulaire de Lebessus.

### Vidéographie
- [vidéo] Villes en déclin ; 2e épisode : en Turquie [ Geisterstädte, Folge 2 - Türkei: Nach Hause in die Vergangenheit ], de Barbara Dickenberger, Wolfgang Zündel, 2014, 43 min [présentation en ligne]. Documentaire diffusé sur Arte le 14 avril 2015 ; (de) présentation en allemand.